# Linea del Volturno

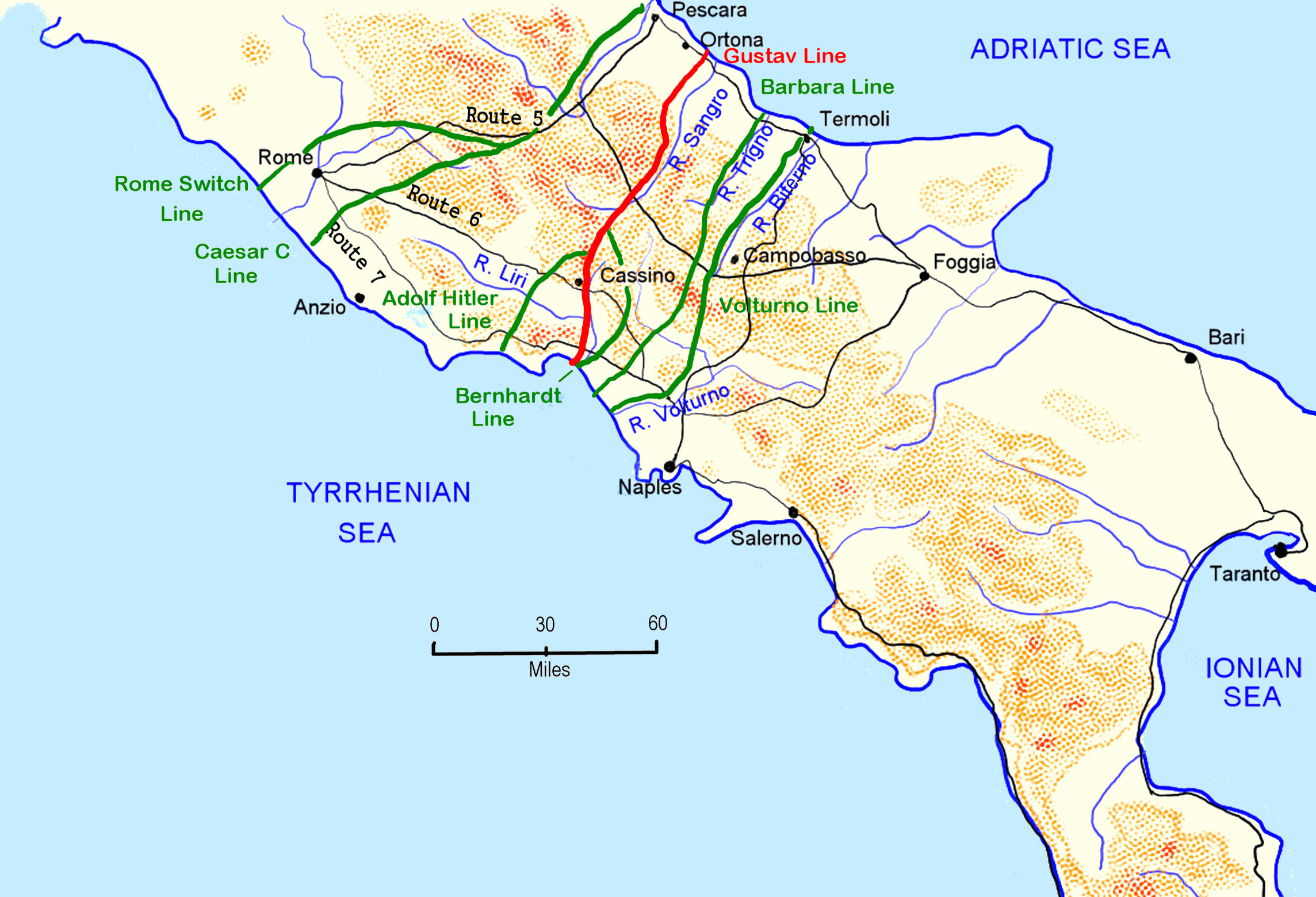
Linee difensive tedesche durante la seconda guerra mondiale

La Linea del Volturno, detta dai tedeschi Viktor-Linie, fu una linea fortificata difensiva costruita dall'esercito tedesco in Italia durante la campagna d'Italia della seconda guerra mondiale.

## Struttura
Il sistema, con inizio a Termoli, ad est, proseguiva lungo la linea del fiume Biferno, attraverso gli Appennini, per concludere lungo la linea del fiume Volturno ad ovest.

## Storia

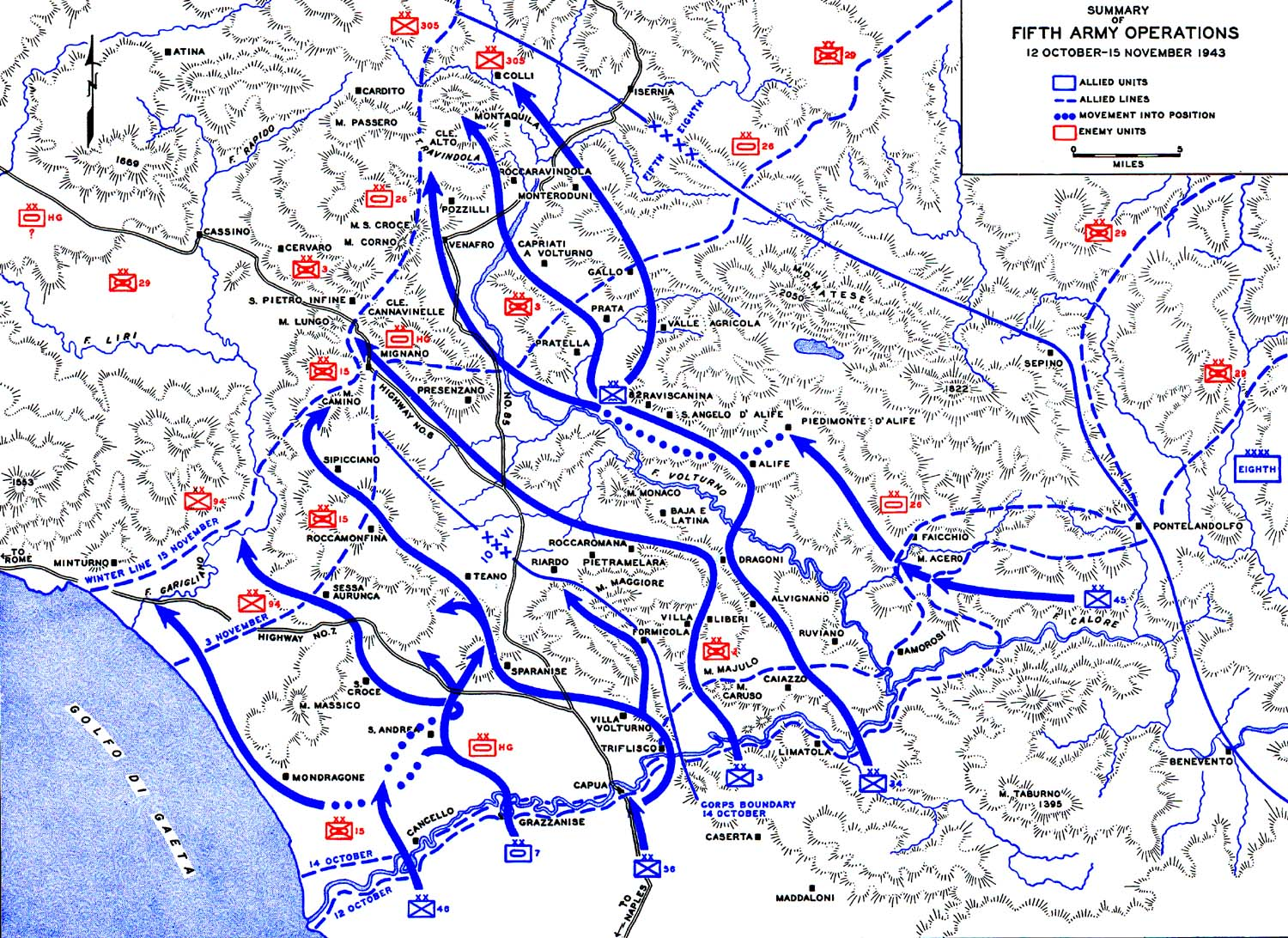
Operazioni della 5ª armata americana tra il 12 ottobre e il 15 novembre 1943

Dopo l'invasione alleata dell'Italia, i tedeschi costruirono una serie di sistemi difensivi in tutta Italia per rallentare l'avanzata alleata: la linea del Volturno rappresenta il sistema più a sud di un più generale complesso di difesa.
La ritirata tedesca si attestò nella successiva linea difensiva, la Linea Barbara, quando la linea del Volturno venne sfondata nell'ottobre del 1943. Il primo attacco fu effettuato dalla 5ª armata statunitense il 12 ottobre. Le truppe tedesche resistettero come da ordine di Albert Kesselring, fino al 16 ottobre, e poi iniziarono a ritirarsi lentamente, in modo da poter guadagnare tempo, per la conclusione dei lavori di sistemazione della Linea Gustav (anche detta linea Invernale).